# Tyson Jackson
Tyson Jackson (New Orleans, 6 giugno 1986) è un giocatore di football americano statunitense che gioca negli Atlanta Falcons della National Football League (NFL).

## Carriera

### Kansas City Chiefs
Dopo avere giocato al college a football a LSU, Jackson nel draft NFL 2009 è stato selezionato come 3ª scelta assoluta dai Kansas City Chiefs. Il 7 agosto 2009 ha firmato un contratto di 5 anni per un totale di 57 milioni di dollari di cui 31 milioni garantiti.
Ha debuttato nella NFL il 13 settembre 2009  contro i Baltimore Ravens indossando la maglia numero 94, venendo inserito nella formazione ideale dei rookie nella sua prima stagione.
Nella stagione successiva dopo la prima partita ha saltato 4 incontri di fila per un infortunio al ginocchio. Una volta tornato ha trovato meno spazio rispetto alla stagione precedente.
Nella stagione 2011 ha giocato tutte le 16 partite, di cui 14 da titolare.

### Atlanta Falcons
Nel 2014, Jackson è passato agli Atlana Falcons.

## Palmarès

### Franchigia
- National Football Conference Championship: 1

Atlanta Falcons: 2016

### Individuale
- PFWA All-Rookie Team - 2009

## Statistiche
| Partite totali             | 122 |
| Partite totali da titolare | 89  |
| Tackle totali              | 267 |
| Sack                       | 9,0 |
| Intercetti                 | 0   |
| Fumble forzati             | 0   |